# Donghaesinmyo
Donghaesinmyo (El Santuario para el Dios del  Mar del Este), ubicado en Condado de Yangyang (Yangyang-gun), Provincia de Gangwon (Gangwon-do), es el lugar para ceremonias nacionales para orar al  Yongwang (용왕, 龍王, Dios del Mar y Aguas, literalmente significa ‘Rey Dragón’) por las buenas cosechas y pescas y el bienestar del pueblo.
Desde hace mucho tiempo, el pueblo coreano ha orado por la abundancia de cosecha y el bienestar del pueblo ofreciendo sacrificios a las montañas y al mar. Especialmente en la región de la costa del Este, se dedicaba más a las actividades pescaderas por falta de terrenos para cultivar desde la era de Shilla, la razón por la cual ofrecía sacrificios orando al Yongwang  como uno de los dioses principales. En el nivel del pueblo, había Templos para la Deidad de Agua que sólo existían en los pueblos costeros. Entre los pueblos costeros en las áreas de Goseong, Yangyang, Gangneung, Donghae, Uljin y Samcheok ubicadas en la costa del  Mar del Este  , hay muchos que tienen Templos para la Deidad de Agua junto con Seonangdang (Santuario de la deidad del pueblo) quien controla todos los asuntos del pueblo.
Donghaesinmyo (Santuario para el Dios del  Mar del Este) es también uno de los templos de deidad de tradición del pueblo costero. Se estima haber construido en el año 19 de Rey Gongmin de Goryeo (1370) y fue designado el lugar para hacer la ceremonia nacional de tamaño mediano a principios de la Dinastía Joseon (se clasifican las ceremonias nacionales como grandes, medianos y pequeños, según el tamaño del evento) y venía haciendo sacrificios en primavera y otoño. Sin embargo, las zeolitas fueron cortadas y el edificio fue cerrado en el año 2 de Rey Sunjong de Joseon (1908) debido a la manipulación del imperio japonés. La autoridad de Condado de Yangyang (Yangyang-gun) promovió el proyecto de reconstrucción desde 1993.
Esta larga historia de ceremonia al Yongwang (Dios del Mar y Aguas) se transmite hasta el presente, y hoy en día cada año cuando hay la inauguración de las principales playas en verano, como Playa de Naksan y Playa de Seorak, se celebra también Yangyang Donghaesinmyo Ritual de Playa de Verano para Yongwang (Ritual de Verano para Yongwang). 